# Forêt de Aïn Taya
La forêt de Aïn Taya ou parc de Boussekloul ou bois de Bousaqloul est une forêt située à Aïn Taya dans la wilaya d'Alger. Cette forêt est gérée par la Conservation des forêts d'Alger (CFA) sous la tutelle de la Direction générale des forêts (DGF).

## Localisation
La forêt d'Aïn Taya est située à 18 kilomètres à l'est d'Alger, à 70 kilomètres à l'est de Tipaza et à 4 kilomètres de la mer Méditerranée. Elle est localisée dans la commune d'Aïn Taya dans la Mitidja de la basse Kabylie.

## Présentation

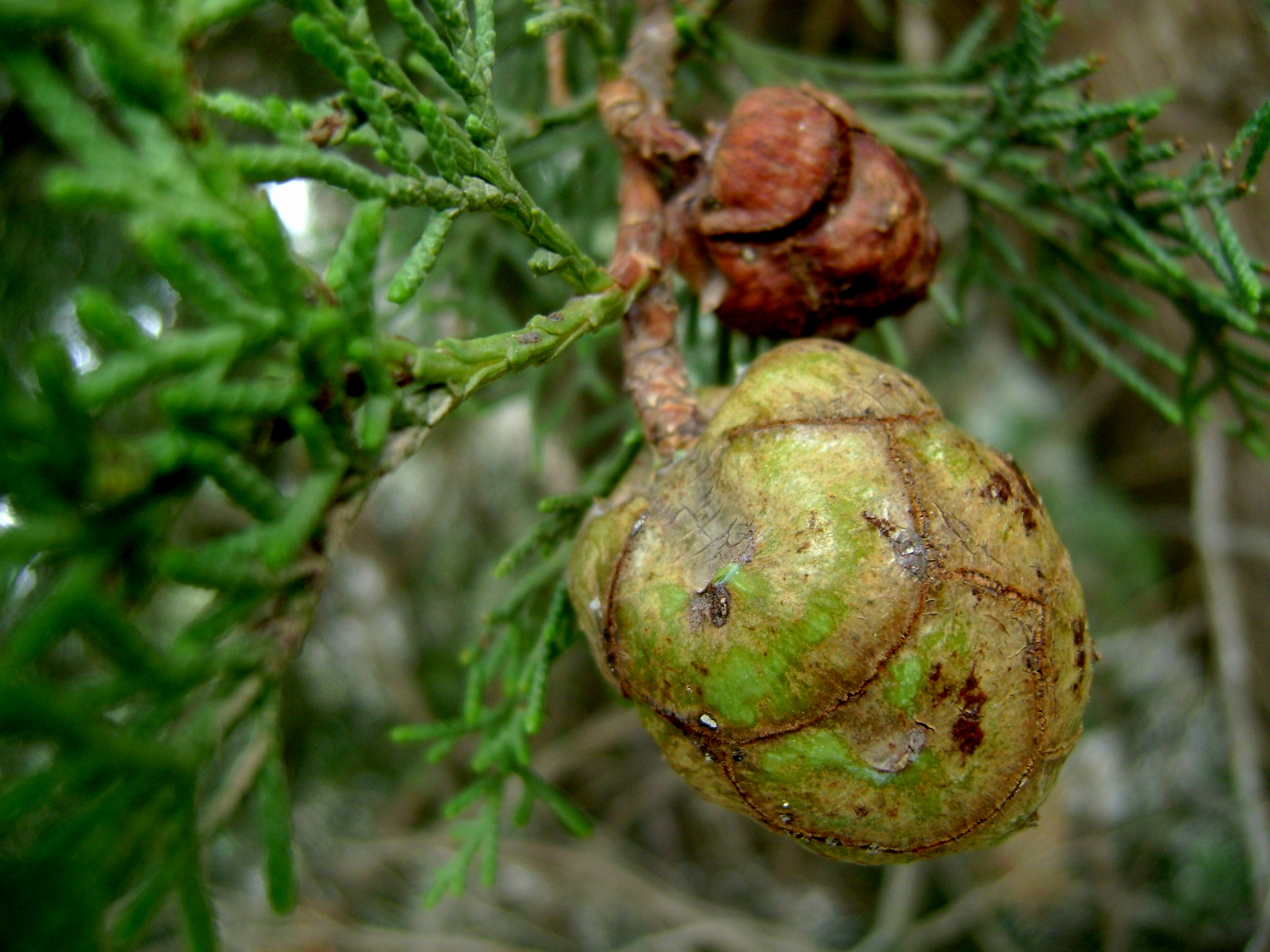
Fruits de cyprès.

La forêt d'Aïn Taya est régie par le décret no 84-45 du 18 février 1984, modifié et complété par le décret no 07-09 du 11 janvier 2007. La forêt a une superficie d'environ 5 hectares sur une longueur de 0,9 kilomètre. Elle est située à l’ouest de la commune d'Aïn Taya dans le quartier de Diar El Gherb,.
Les essences présentes sont le pin maritime et le cyprès,. Ces cyprès permettent à cette forêt d'être fréquentée par les familles et les amoureux de la nature puisque des bancs et des équipements ludiques y ont été installés. Les visiteurs peuvent s’adonner aux plaisirs de la promenade et des jeux.

## Historique

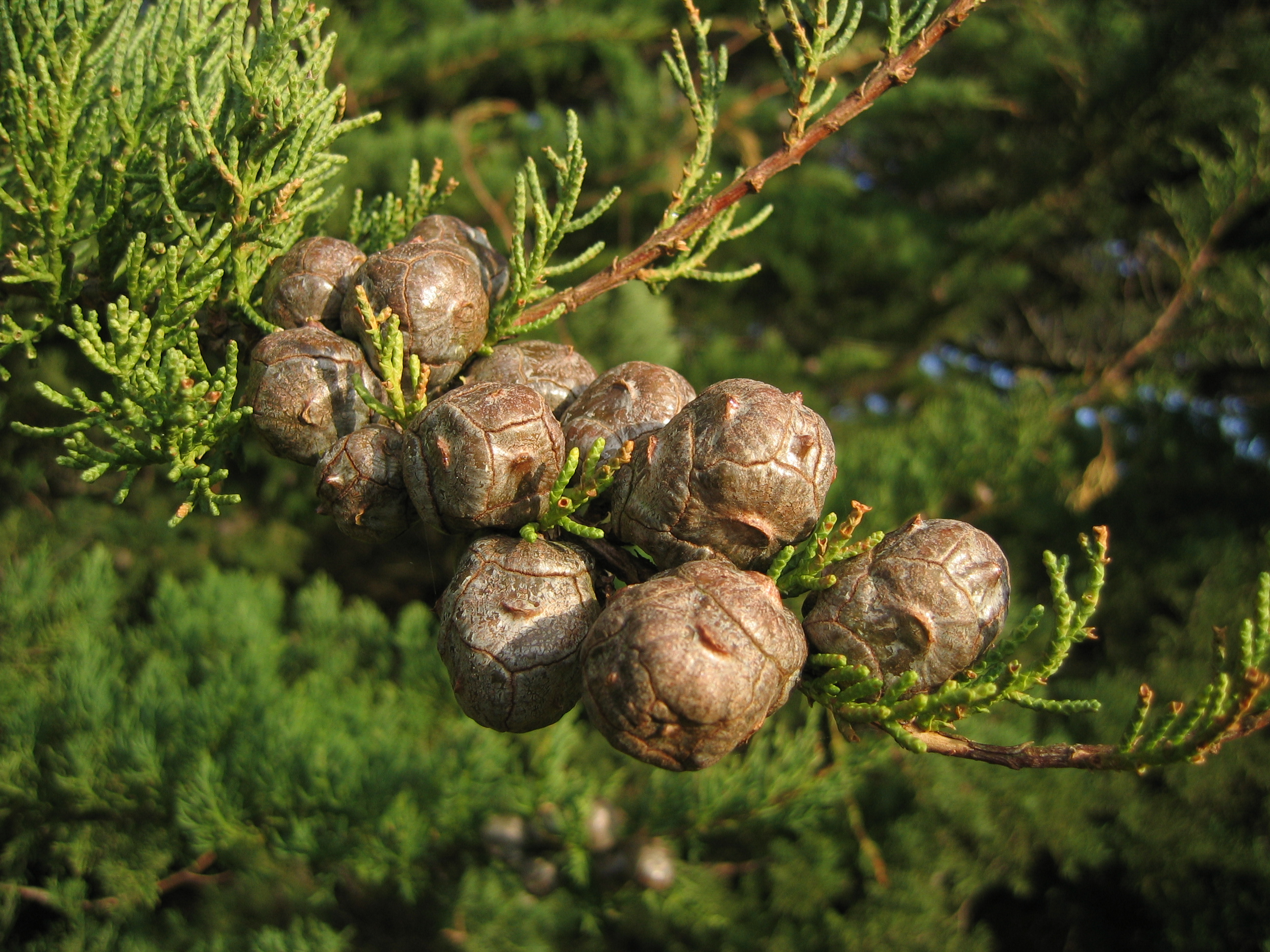
Fruits de cyprès.

La forêt d'Aïn Taya a souffert de l'installation d'un bidonville érigé dans son milieu forestier. La démolition de ce bidonville a permis d'inscrire ce bois de Boussekloul dans le plan national de reboisement pour son réaménagement et sa réhabilitation.
La conservation des forêts d'Alger a organisé en 2015 une opération de reboisement de ce site forestier et espace vert en y plantant des arbustes, entre pin d'Alep, cèdres et cyprès. Cette petite forêt, qui compte nombre d’aménagements, est cernée par une clôture en fer forgé.

## Faune
La faune de la forêt d'Aïn Taya est riche en diversité zoologique, ornithologique et entomologique.

### Mammifères

#### Hérisson d'Algérie
On rencontre le hérisson d'Algérie (Atelerix algirus) dans cette forêt algéroise. C'est un hérisson à ventre blanc vivant dans les régions côtières d'Algérie. Il est de couleur pâle et pèse de 700 à 950 g. Ce hérisson est une espèce protégée sur tout le territoire algérien.

#### Lapin de garenne

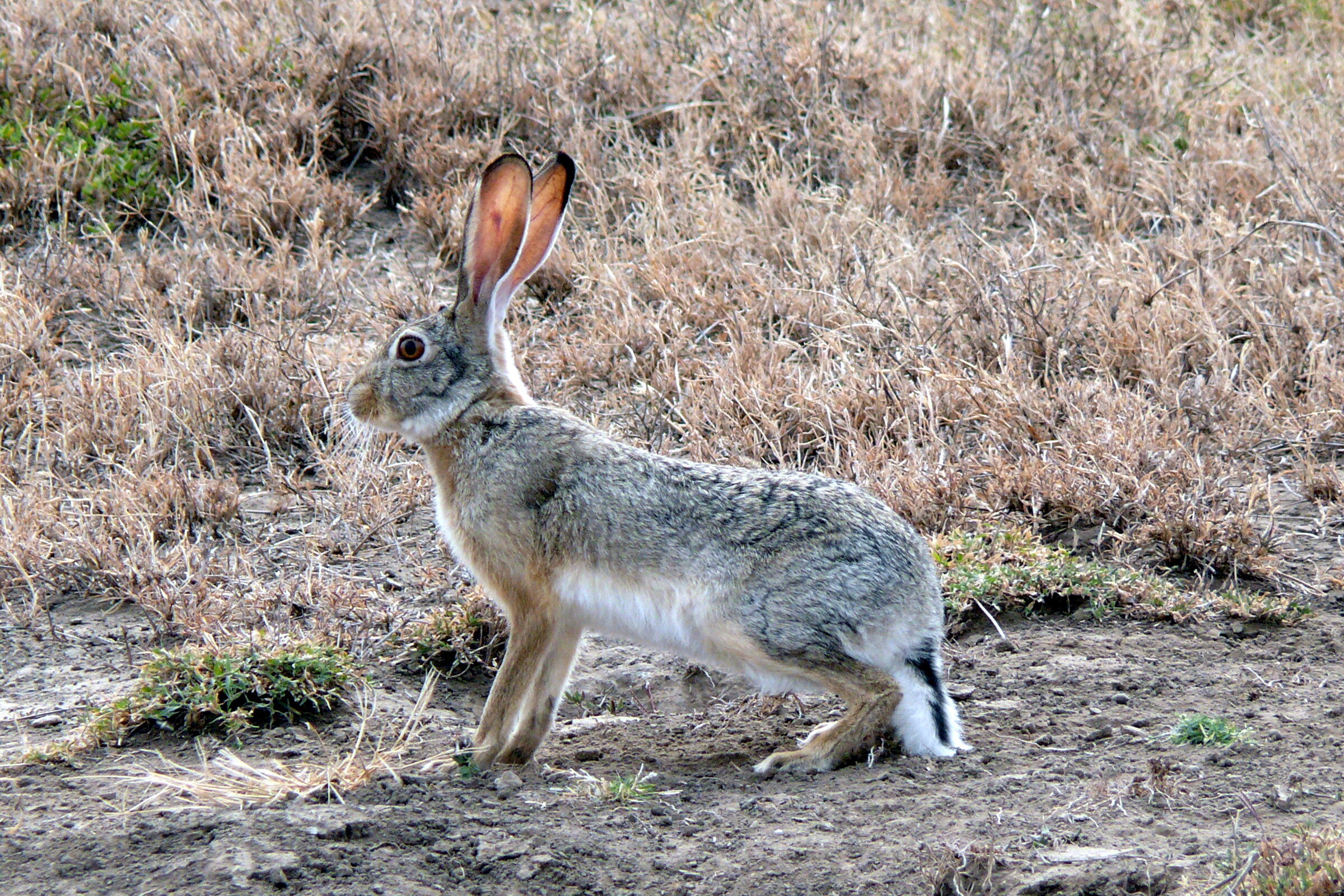
Lièvre du Cap

Le lapin de garenne (Oryctolagus cuniculus) est un mammifère lagomorphe ; les effectifs sauvages sont communs en Algérie mais en déclin.

#### Lièvre du cap
Le lièvre du cap (Lepus capensis) est un rongeur.

#### Sanglier
Le sanglier (Sus scrofa) colonise quasiment tous les habitats au niveau de cette forêt. Lorsque le sol est humide, cet animal retourne la terre grâce à ses forts butoirs à la recherche d’invertébrés et de racines de plantes. Sa longévité varie entre 8 et 10 ans.